# 欣克利角C核电站
欣克利角C核电站（英語：Hinkley Point C nuclear power station，HPC），是目前在英国英格兰的西南部萨默塞特郡正在建设中的双机组、3,200 MWe EPR核电站。
該核電廠是英國政府2010年宣布的八個核電廠之一，並於2012年11月獲得了核電廠許可證。 2016年7月28日，法国电力公司（EDF）董事會批准了該項目， 2016年9月15日，英國政府批准了該項目，並為投資提供了一些保障。此項目由EDF能源公司（EDF Energy）和中国广核集团（CGN）融資。

## 历史

### 1980 & 90年代
1981年，英國政府宣佈擴建核電廠的計劃，和反對欣克利角C聯盟 (Alliance against Hinkley C)的成立，以反對在欣克利角 (Hinkley Point) 興建另一座核電廠。翌年八月，政府確定興建欣克利角C的意向。反對欣克利角C聯盟開始出版通訊，敦促政府轉而專注於可再生能源系統的發展，並提醒大眾注意對環境造成的傷害。
儘管公眾強烈抗議，主持聽證會的女王法律顧問邁克爾·巴恩斯 (Michael Barnes) 還是建議在1990年建造該工廠，但表示任何建設都將推遲到1994年英國核政策審查後。停止欣克利角擴建活動 (SHE)繼續反對該項目，並主張將資源用於風能和波浪能發電系統。1995年，在英國建造欣克利C核電廠或任何其他新核電廠的計畫被放棄。

### 2000年代
2007年6月，白高敦內閣開始。2008年1月，英國政府白皮書宣佈支持興建新一代核電站。欣克利角C（HPC项目）與塞兹韦尔C（SZC项目）應該在 2020年代初期貢獻英國13%的電力。EPR的設計者Areva最初估計，可以£24英鎊/MWh的競爭價格生產電力。
欣克利角原本有A和B两座核电站，但均因老化事故等原因关闭。目前英国政府正在筹措资金兴建新的C核电站，而中国政府将投资此核电站，而此项行动被视为2015年习近平访英的結果之一。
欣克利点C核电站项目是一个在英格兰的萨默塞特郡建设一座3,200兆瓦核电站的项目。该核电站包括两个欧洲压水堆，是英国政府在2010年宣布的八大项目之一。

### 项目啟動 (2012年)

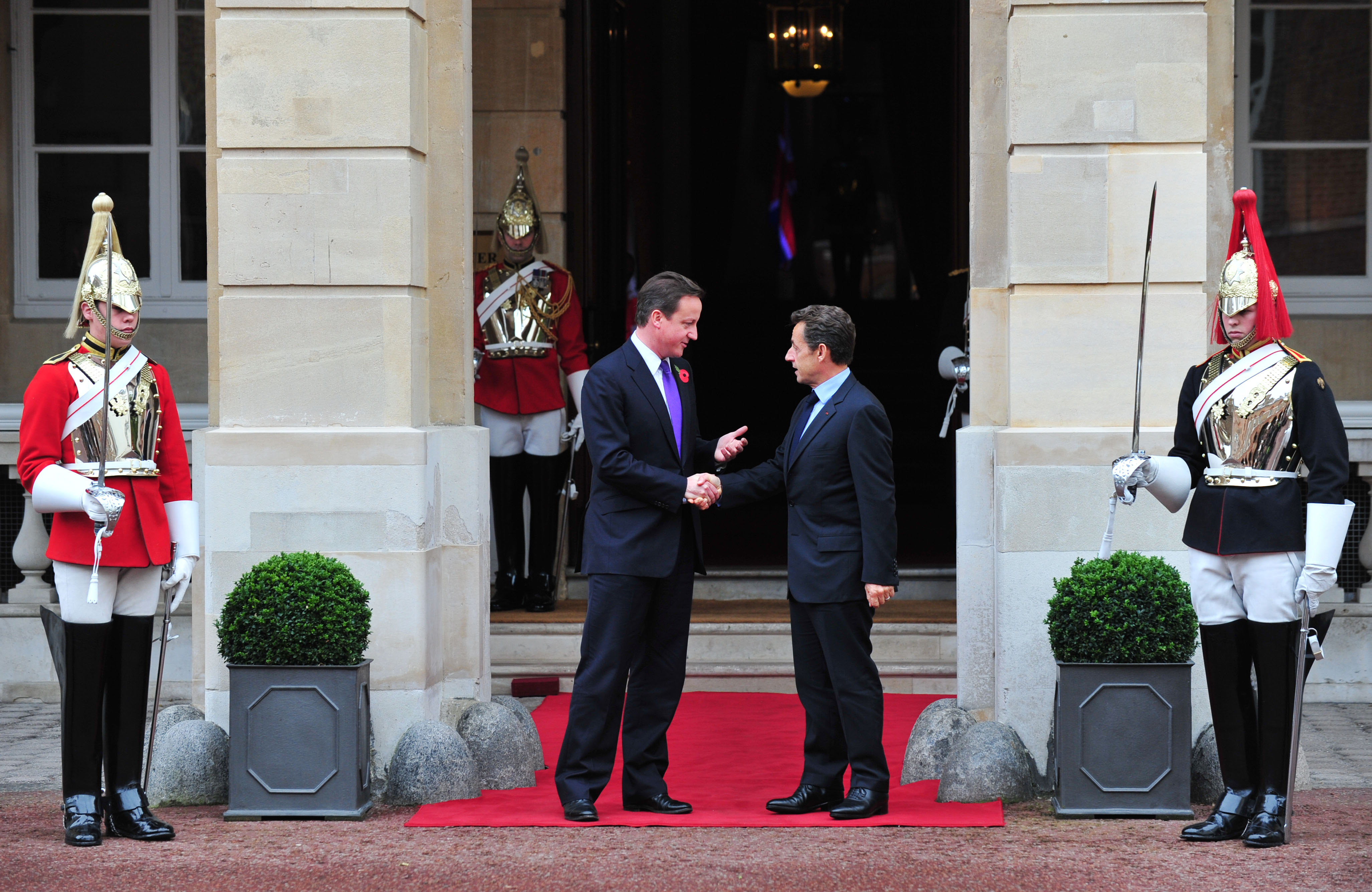
英國首相卡梅伦（左）和法國總統萨科齐（右）

欣克利角C是一個透過增加2個新的欧洲压水反应堆 (EPR) 來擴大現有欣克利角核電站的项目。該計畫於2012年啟動。
2012年2月17日在巴黎舉行的法英峰會期間，法国总统尼古拉·萨科齐和戴维·卡梅伦戴维·卡梅伦發布了有關目前正在研究的欧洲压水反应堆的公告。 法国电力公司與阿海珐 (AREVA) 和勞斯萊斯 (Rolls-Royce) 共同參與了該項目，並藉此機會宣布簽署諒解備忘錄。
2012年2月12日星期日，西南反核協會的反對者聚集在欣克利角遺址附近的一個舊農場。
2012年5月，EDF Energy（EDF的100%子公司）暫停了價值£12億英鎊的土木工程合約。新反應堆最早要到2021年才能建成，即原計劃日期四年後，並且該項目的成本已向上修正了40%。
该项目2012年11月26日被授予核设施许可证。2014年10月，欧盟委员会调整了“收益共享机制”，使该项目不突破国家援助规则。项目融资尚未确定。

### EDF與CGN的融資協議 (2015年)

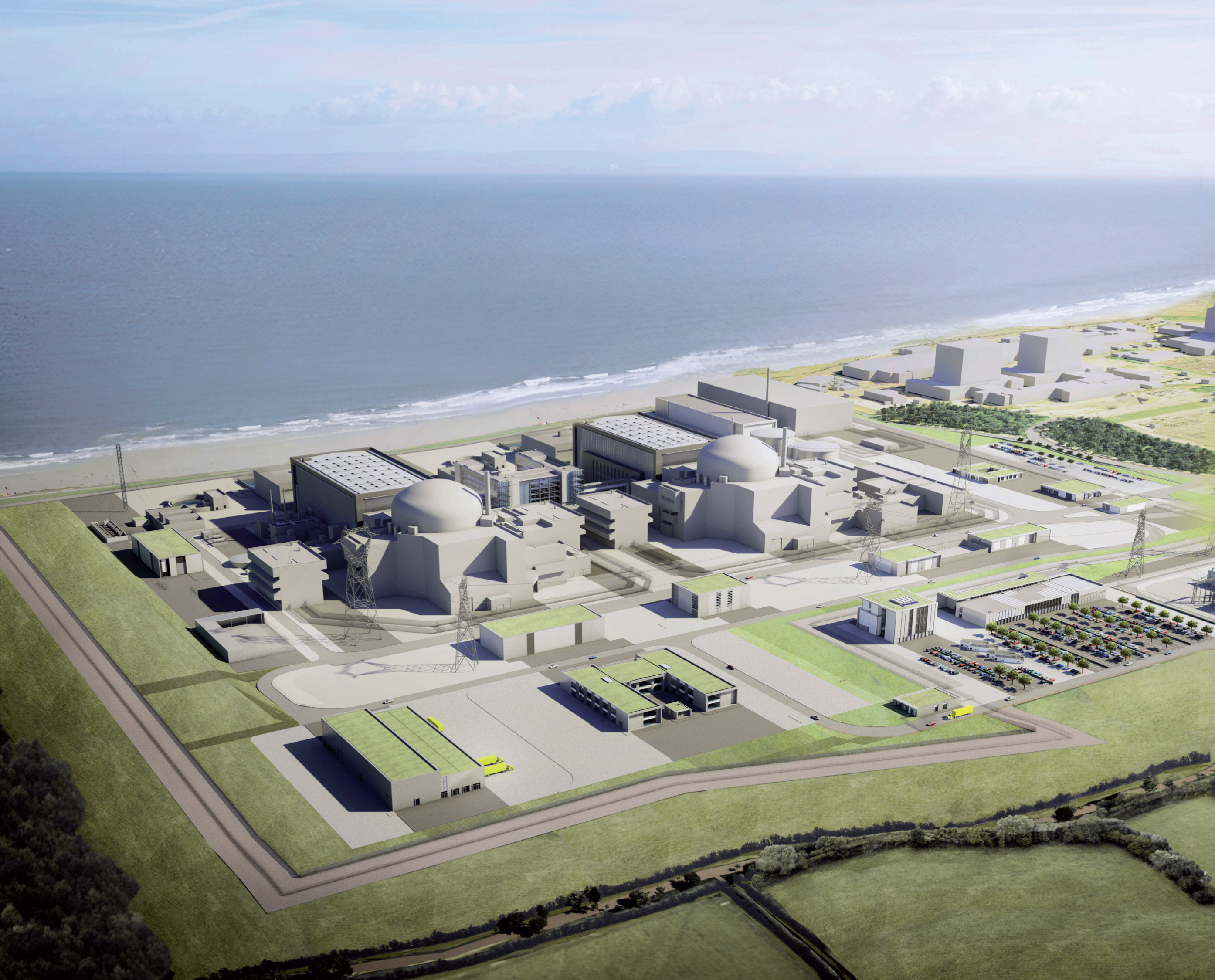
未來的欣克利角C核電廠。

2015年10月21日下午，中国广核集团（CGN）和法国电力公司（EDF）正式签署了英国新建核电项目的投资协议，中广核牵头的中方联合体将与EDF共同投资兴建英国欣克利角C核电项目（HPC项目），并共同推进塞兹韦尔C（SZC项目）和布拉德韦尔B（BRB项目）两大后续核电项目。
2017年9月，中英法三方今年9月底在倫敦簽署欣克利角C核電項目一攬子協議，至此完成所有必要的審批和商務流程。

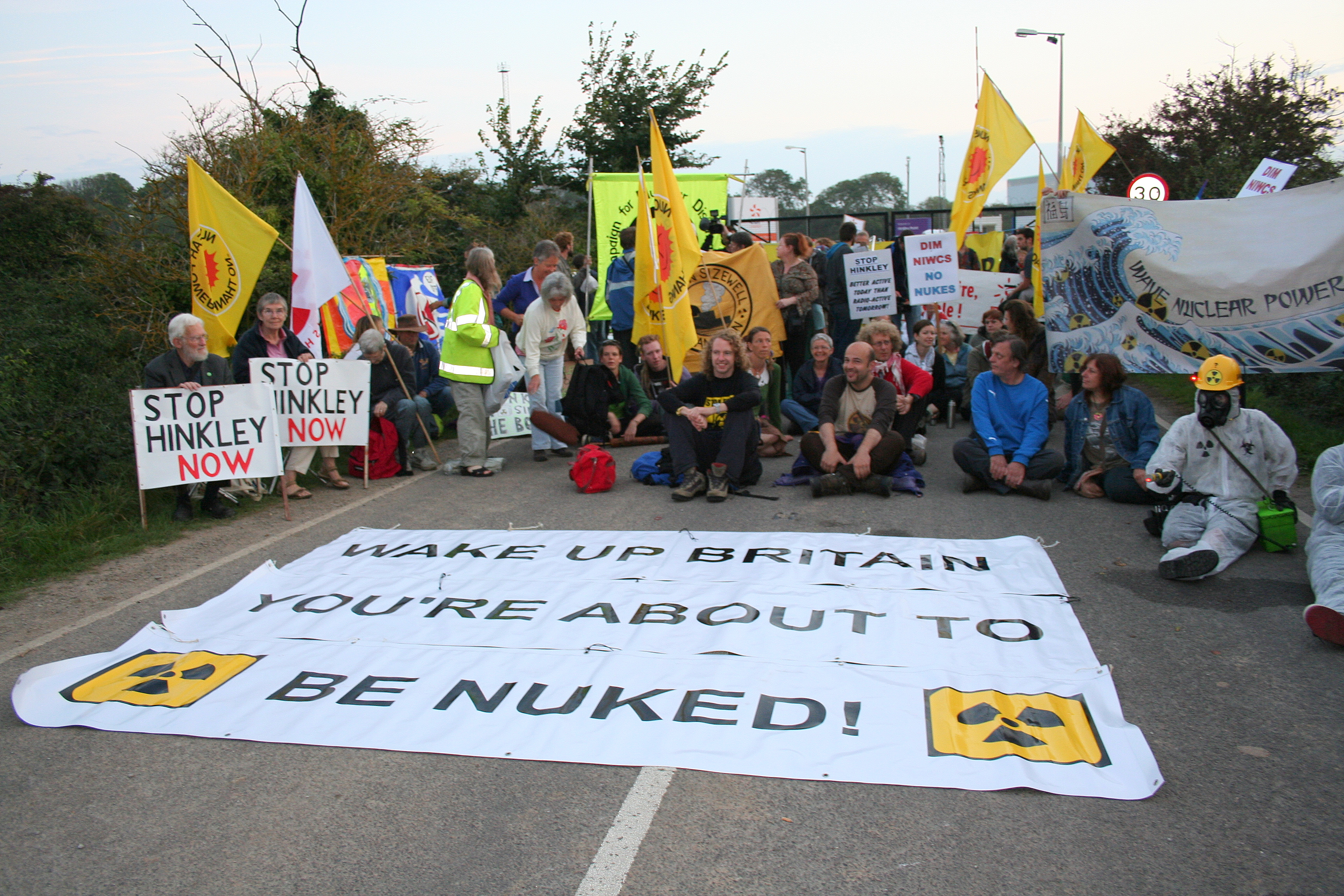
2011年10月抗議欣克利角新核電站的封鎖行動

### 工地開工（2018年）
2018年12月11日，第一台機組的建設正式開始，即反應爐大樓地基澆築。2019年6月28日，英國工業部長為第一個EPR基礎的混凝土板揭幕：在 7,200 平方米的面積上澆築了20,000立方米混凝土，結構強度為5,000噸鋼材。最初的時間表受到尊重。

### 規劃延遲及預算增加（自2018年起）
自2017年3月开工以来，该项目已多次延期，其中一些延期是由于2019冠状病毒病疫情和英國脫歐造成的，这导致预算严重超支。截至截至2022年5月，该项目已延期两年，预计成本为£250亿–260 亿英镑（2015年价格，不包括中期利息），比2016年的原始预算高出50%。法国电力公司于2023年2月17日发布的2022年年度业绩也反映了这一点，以2023年初的价格计算，成本为£310-320亿英镑，1号机组的启动日期为2027年6月，还有15个月的延期风险。2024年1月，法国电力公司宣布，预计最终成本将为£310亿–350亿英镑（2015年价格，不包括中期利息），2024年价格约为£416亿至479亿英镑，1号机组将于 2029年至2031年间投入运营。

## 融資
法國電力公司在2012年提供的建造成本為£160億英鎊，在2015年更新為£180億英鎊，並在2017年7月更新為£196億英鎊至£203億英鎊。歐洲委員會先前估計為 £245 億英鎊，包括施工期間的融資成本。該項目的融資將「主要由法國國有企業法國電力公司提供，中國國有企業中国广核集团將支付£60億英鎊購買其中的三分之一」。法國電力公司 「可能會出售該項目的另外15%股份」。 2015年9月，歐思邦宣佈英國政府再為該項目的融資提供£20億英鎊的擔保。2016年5月，中国核工业集团 (CNNC) 的一位高級官員表示，"最終方案是由中方持有該項目的33.5%股權。但這將是中国广核集团與中国核工业集团的組合。我們尚未決定投資的比例"。
2020 年，法國金融市場管理局 (Autorité des marchés financiers, AMF) 對法國電力公司罰款€500萬歐元，原因是法國電力公司在2014年就欣克利角C核电站的成本誤導投資者。法國電力公司曾在2014年10月的新聞稿中聲稱，英國政府的協議與2013年相比沒有變化，而當時的融資計劃出現了重大變化，這可能人為地抬高了法國電力公司的股價。法國金融市場管理局還對法國電力公司當時的首席執行官 (CEO) 處以€50,000歐元的罰款。
2023 年12 月，最近被國有化的法國電力公司 (EDF) 被確認為該項目目前的唯一私人擔保人，中国广核集团的風險敞口僅限於2016年商定的數字。投資估算大幅增加，可能超過使用2015年定價在2023年做出的£327億英鎊估計。
2024年1月，法國電力公司宣布，預計最終成本將上升至2015年價格的£310億-350億英鎊之間，具體取決於各種風險結果，或2024年價格的£416億-479億英鎊之間，1號機組將於2029年至2031年間投入營運該站總經理表示，法國電力公司「發現土建建設速度比我們希望的要慢，除了新冠疫情和英國脫歐造成的干擾外，還面臨通貨膨脹、勞動力和材料短缺」。

## 反應堆數據

### 欧洲压水反应堆
法國電力公司正在英國建造兩座阿海琺 (Areva) 的欧洲压水反应堆 (EPR)，每座設計淨功率輸出為1,600 MWe（總功率1,630 MWe）。目前有三座欧洲压水反应堆正在運行，其中兩座位於中國台山核電廠，一座位於芬蘭奥尔基洛托核电站。法國弗拉芒維爾核電廠 (Flamanville Nuclear Power Plant) 目前正在建造另一套欧洲压水反应堆機組。 欣克利角C核电站設計與先前的機組相比有顯著變化，比台山設計多了20%的設備。保障建築已重新設計。這位欣克利角C核电站技術總監在2019年表示，“實際上，欣克利角C核电站是一個已經三十年沒有建造新核电站的國家的首座核电站。”
2016年，法國電力公司董事Thomas Piquemal和Gérard Magnin因擔心項目風險而分別辭職。然而，法國電力公司項目經理 Chris Bakken 表示，法國電力公司有充分信心「不會重複芬蘭和法國欧洲压水反应堆的錯誤」。

### 欣克利角C核电站與A和B的比較
| 反应堆     | 狀態   | 型号   | 功率         | 功率         | 功率          | 施工 開始      | 並網 發電      | 商業 運营     | 關閉          |
| 反应堆     | 狀態   | 型号   | 总功率 (MWe) | 净功率 (MWe) | 热功率 (MWth) | 施工 開始      | 並網 發電      | 商業 運营     | 關閉          |
| ---------- | ------ | ------ | ------------ | ------------ | ------------- | -------------- | -------------- | ------------- | ------------- |
| 欣克利角A1 | 拆除   | Magnox | 235          | 267          | 900           | 1957年1月11日  | 1965年2月16日  | 1965年3月30日 | 2000年5月23日 |
| 欣克利角A2 | 拆除   | Magnox | 235          | 267          | 900           | 1957年1月11日  | 1965年3月19日  | 1965年5月5日  | 2000年5月23日 |
| 欣克利角B1 | 退役   | AGR    | 485          | 655          | 1494          | 1967年1月9日   | 1976年10月30日 | 1978年2月10日 | 2022年1月8日  |
| 欣克利角B2 | 退役   | AGR    | 485          | 655          | 1494          | 1967年1月9日   | 1976年5月2日   | 1976年9月27日 | 2022年6月7日  |
| 欣克利角C1 | 建造中 | EPR    | 1630         | 1720         | 4524          | 2018年11月12日 |                |               |               |
| 欣克利角C2 | 建造中 | EPR    | 1630         | 1720         | 4524          | 2019年12月12日 |                |               |               |

## 图片

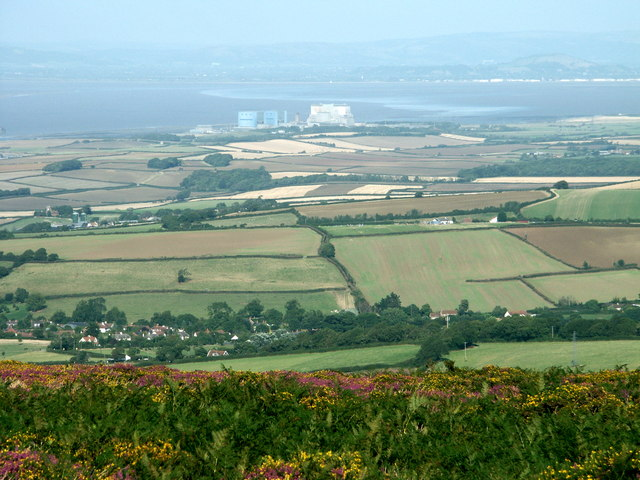
發電廠的鳥瞰圖
發電廠外景
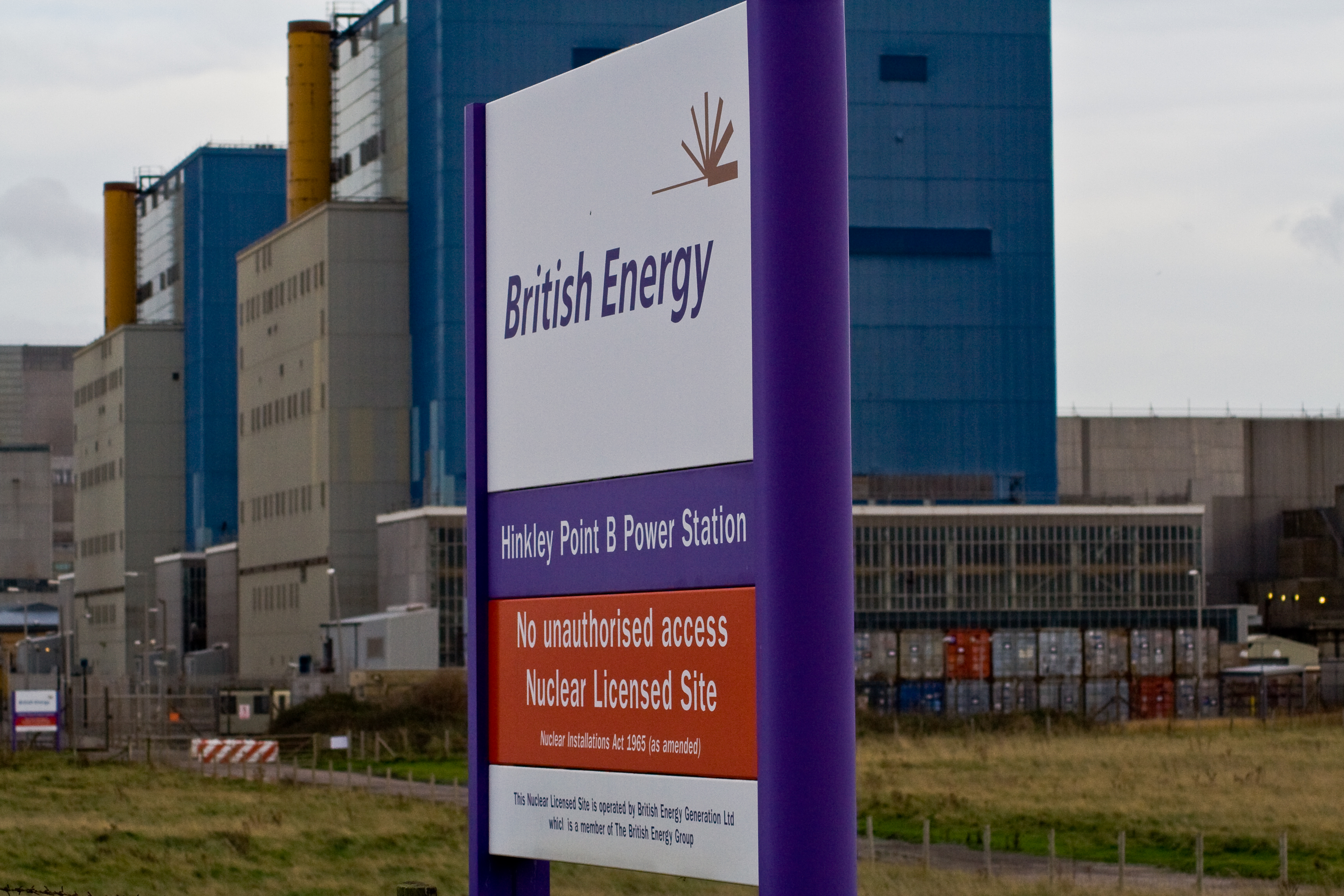
欣克利角A，從欣克利角B的入口處看到
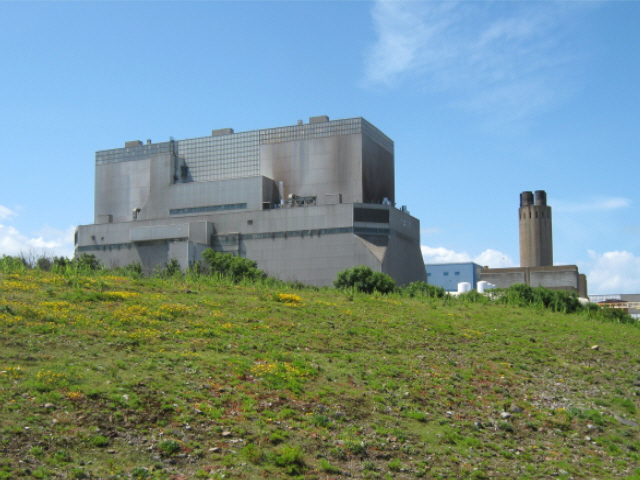
欣克利角B

## 外部連結
- 官方网站